# Ревізька казка

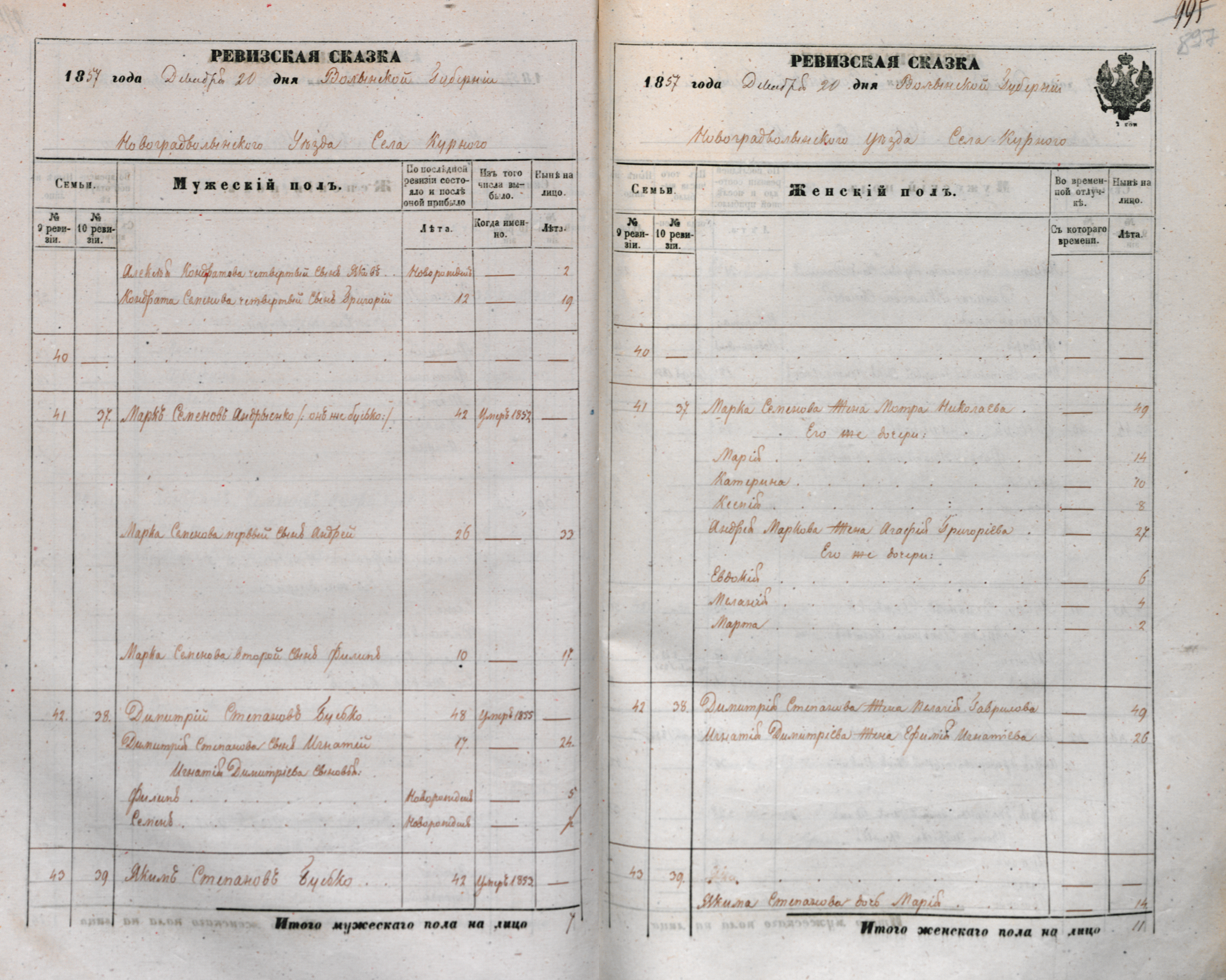
Фрагмент ревізької казки села Курне Волинської губернії, 1857 рік.

Ревізька казка — документи, що відображають результати проведення ревізій податного населення Російської імперії у XVIII — 1-й половині XIX століття. Проводилися з метою подушного податкового обкладення населення. Ревізькі казки були поіменними списками населення, в яких вказувалися ім'я, по батькові та прізвище власника двору, його вік, ім'я та по батькові членів родини із зазначенням віку, стосунків до глави сім'ї. До ревізьких казок (крім 1, 2 та 6 ревізій) включалися особи чоловічої і жіночої статі, але в зведених таблицях жіноча стать ніколи не фігурувала.
У містах ревізькі казки складалися представниками міського управління, в селищах державних селян — старостами, в приватних володіннях — поміщиками або їх керуючими.
У проміжках між ревізіями ревізькі казки уточнювалися. Здійснювалася фіксація наявності або відсутності особи на момент поточного обліку, причому в разі відсутності фіксувалася причина (помер, в бігах, відселений, в солдатах тощо). Всі уточнення ревізьких казок ставилися до наступного року, тому кожна «ревізька душа» вважалася наявною до наступної ревізії навіть в разі смерті людини, що дозволяло державі з одного боку підвищувати збирання подушного податку, а з другого створювало умови для зловживань (цей факт отримав відображення в творі М. В. Гоголя «Мертві душі»).
Сьогодні матеріали ревізьких казок є одним з джерел в генеалогічних дослідженнях.

## Історія
Всього було десять ревізій:
| №    | Рік  | Чисельність |
| ---- | ---- | ----------- |
| I    | 1719 | 15 738 000  |
| II   | 1742 | 21 200 000  |
| III  | 1762 | 23 200 000  |
| IV   | 1782 | 28 400 000  |
| V    | 1795 | 37 400 000  |
| VI   | 1811 | 41 010 400  |
| VII  | 1816 | 46 300 000  |
| VIII | 1836 | 59 132 955  |
| IX   | 1851 | 68 500 000  |
| X    | 1858 | 74 556 400  |

У Слобідській Україні першим подушним обліком населення, введеним російським царем Петром І, була «перша ревізія», яка проводилась у 1718—1727 роках. Наступною була «друга ревізія» (1742 рік) і подальші.
У Лівобережній Україні першим подушним обліком населення була «четверта ревізія», яка проводилась у 1781—1787 роках, оскільки на початку цього періоду Лівобережжя остаточно втратило автономію.
У Правобережній Україні першим подушним обліком була «п'ята ревізія», яка проводилась протягом 1794—1808 років, оскільки приєднання її до Росії відбулося у 1793—1795 роках.

## Назва
Назва документів ревізькі казки дослівно означає казки ревізій, тобто казки-розповіді (опитування та їхні результати), здійснені в процесі перевірки-ревізії, в даному випадку — населення держави.

## Галерея

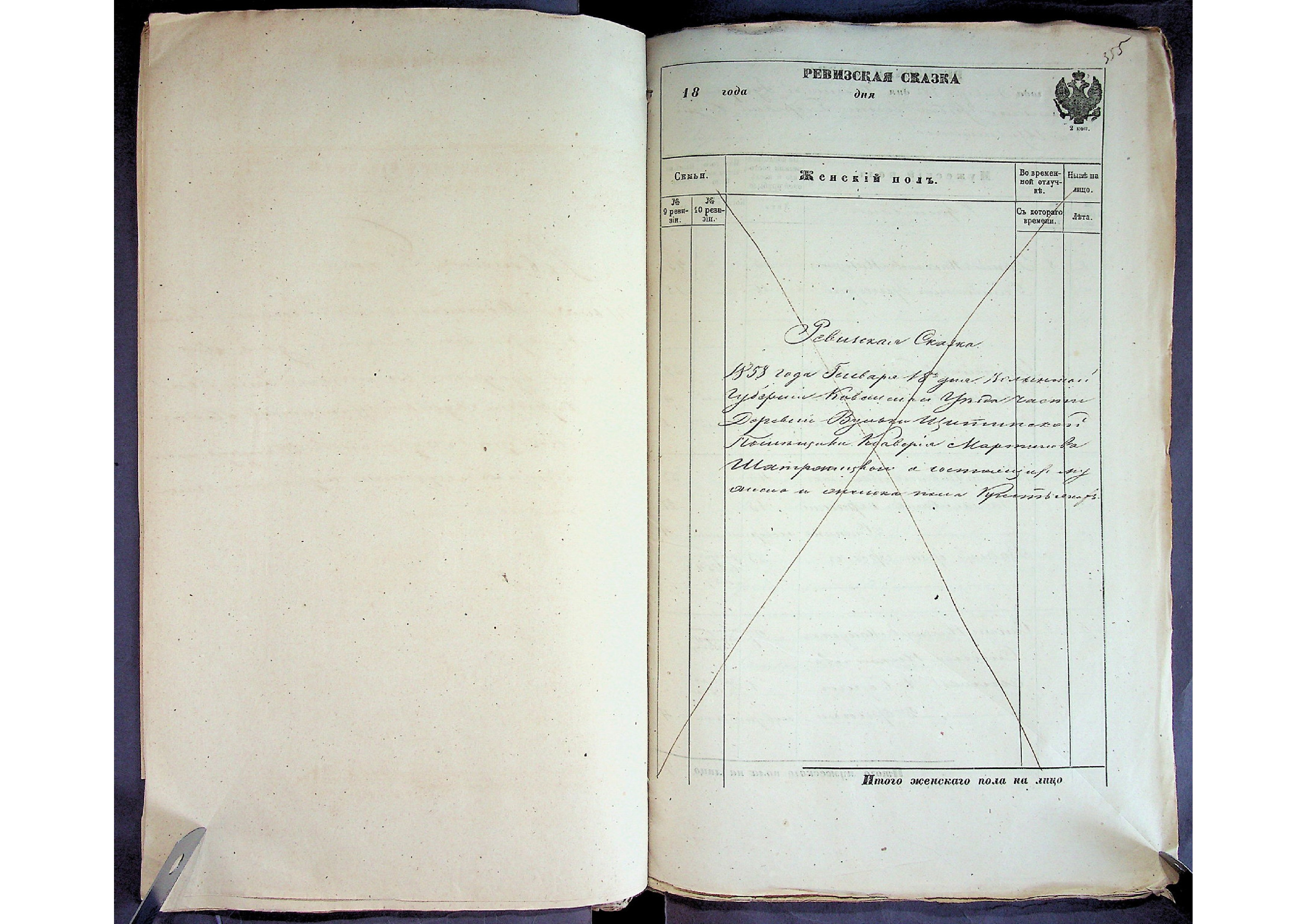
Ревізька казка 1858 року (стор.2)
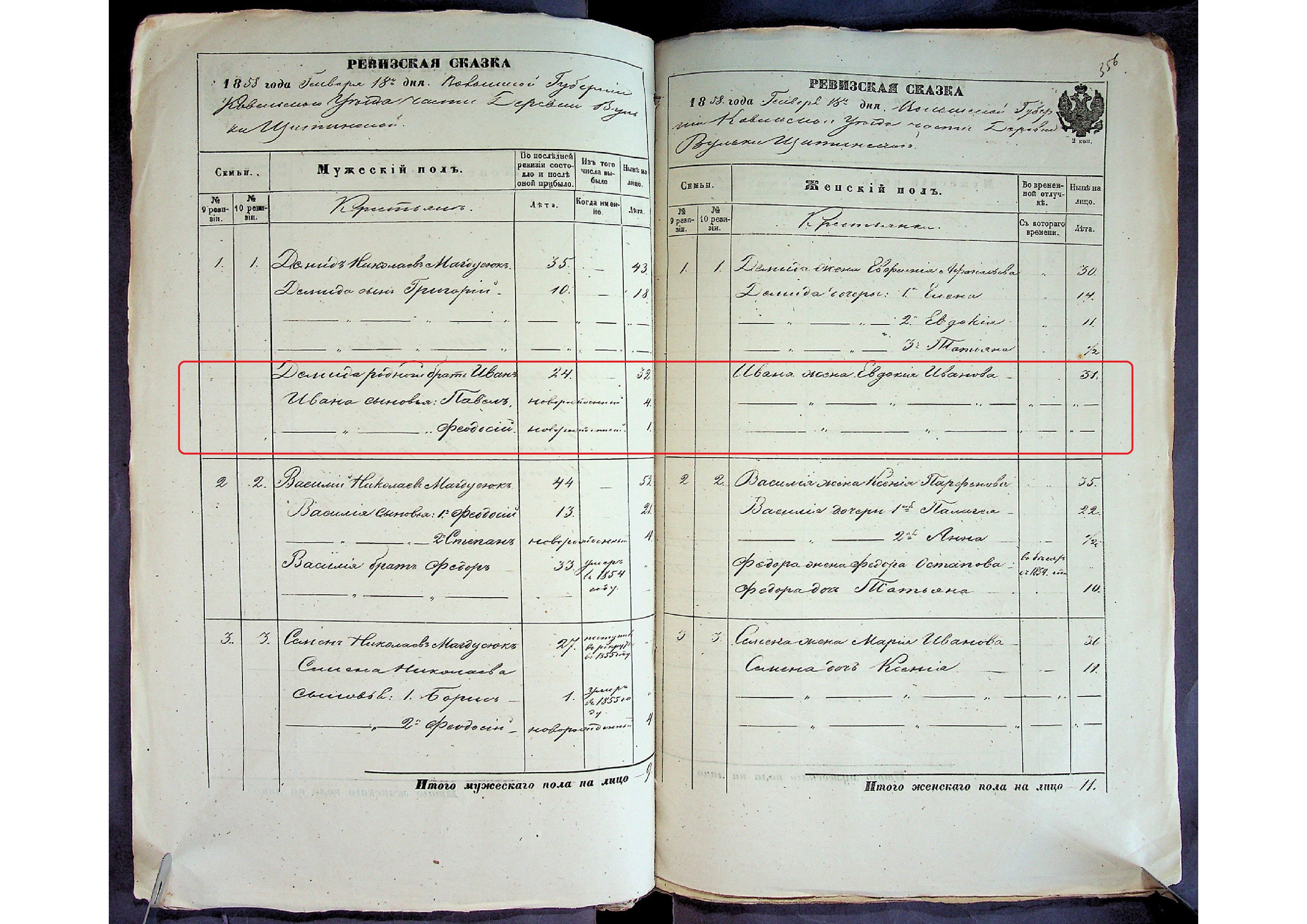
Ревізька казка 1858 року (стор.3)